# Ivan Vladimirovič Mičurin
Ivan Vladimirovič Mičurin (rus. Иван Владимирович Мичурин, 27. listopada 1855. – 7. lipnja 1935.) bio je ruski botaničar, najpoznatiji po eksperimentalnom križanju raznih vrsta voća, kao i vlastitoj teoriji selekcije. Mičurin je svoje eksperimente počeo provoditi na imanju u okolici Tambova 1875. godine, a koje je do godine 1899. dobilo površinu 130.000 kvadratnih metara. Mičurinov rad je nakon završetka građanskog rata zaintrigirao sovjetske vlasti, koje su mu pružile financijsku i drugu podršku. Mičurin, koji je do kraja života stvorio 300 sorti voća (najviše jabuka te krušaka, šljiva, trešanja, višanja, marelica, grožđa, kupina, malina, ogrozda, jednu sortu aronije te nekoliko križanaca aronije i jarebike, jednu sortu dunje i 2 sorte kivija argute) je stekao reputaciju jednog od najznačajnijih sovjetskih znanstvenika, a danas se smatra značajnim imenom na polju genetike. Po njemu je nazvan grad Mičurinsk.

## Vanjske poveznice
- Мичурин И. В. Итоги шестидесятилетних работ. Издание пятое. М.: ОГИЗ СЕЛЬХОЗГИЗ, 1949.